# Mens Sana Basket 2007-2008
Questa voce raccoglie le informazioni riguardanti la Mens Sana Basket nelle competizioni ufficiali della stagione 2007-2008.

## Stagione
La stagione 2007-2008 della Mens Sana Basket, sponsorizzata Montepaschi, è la 22ª nel massimo campionato italiano di pallacanestro, la Serie A.
Ha preso parte al campionato professionistico italiano di pallacanestro di Serie A e all'Eurolega.

## Roster
Aggiornato al 18 luglio 2020.
| Mens Sana Siena 2007-08 | Mens Sana Siena 2007-08 |
| Giocatori               | Staff tecnico           |
| ----------------------- | ----------------------- |

| N. | Naz.                                                | Ruolo | Nome                | Anno | Alt.   | Peso   |  |
| -- | --------------------------------------------------- | ----- | ------------------- | ---- | ------ | ------ |  |
| 4  | Italia (bandiera)                                   | G     | Simone Berti        | 1985 | 196 cm | 85 kg  |  |
| 5  | Stati Uniti (bandiera)                              | P     | Terrell McIntyre    | 1977 | 175 cm | 81 kg  |  |
| 6  | Macedonia del Nord (bandiera) · Slovenia (bandiera) | P     | Vlado Ilievski      | 1980 | 188 cm | 82 kg  |  |
| 7  | Italia (bandiera)                                   | C     | Stefano Crotta      | 1990 | 208 cm | 108 kg |  |
| 7  | Italia (bandiera)                                   | C     | Andrea Galli        | 1989 | 192 cm | 82 kg  |  |
| 7  | Italia (bandiera)                                   | P     | Duccio Doretti      | 1991 | 185 cm |        |  |
| 8  | Nigeria (bandiera) · Italia (bandiera)              | C     | Benjamin Eze        | 1981 | 208 cm | 115 kg |  |
| 9  | Italia (bandiera)                                   | G     | Marco Carraretto    | 1977 | 197 cm | 86 kg  |  |
| 10 | Rep. Centrafricana (bandiera)                       | AP    | Romain Sato         | 1981 | 195 cm | 93 kg  |  |
| 11 | Stati Uniti (bandiera)                              | AP    | Bootsy Thornton     | 1977 | 195 cm | 91 kg  |  |
| 12 | Lituania (bandiera)                                 | AC    | Kšyštof Lavrinovič  | 1979 | 210 cm | 115 kg |  |
| 13 | Lituania (bandiera)                                 | G     | Rimantas Kaukėnas   | 1977 | 194 cm | 92 kg  |  |
| 14 | Italia (bandiera)                                   | AC    | Tomas Ress          | 1980 | 208 cm | 103 kg |  |
| 15 | Stati Uniti (bandiera)                              | G     | Drake Diener        | 1981 | 194 cm | 90 kg  |  |
| 17 | Italia (bandiera)                                   | PG    | David Cournooh      | 1990 | 187 cm | 80 kg  |  |
| 18 | Stati Uniti (bandiera)                              | P     | Keith McLeod        | 1979 | 188 cm | 85 kg  |  |
| 18 | Stati Uniti (bandiera)                              | P     | Mike Wilks          | 1979 | 179 cm | 84 kg  |  |
| 19 | Venezuela (bandiera)                                | AG    | Héctor Romero       | 1980 | 202 cm | 100 kg |  |
| 20 | Stati Uniti (bandiera) · Italia (bandiera)          | AC    | Shaun Stonerook (C) | 1977 | 201 cm | 109 kg |  |
| -  | Italia (bandiera)                                   | P     | Vincenzo De Bartolo | 1989 | 185 cm | 80 kg  |  |
| -  | Italia (bandiera)                                   | PG    | Simone Centanni     | 1991 | 185 cm | 75 kg  |  |
| -  | Italia (bandiera)                                   | C     | Raffaele Martone    | 1990 | 210 cm | 108 kg |  |
| -  | Italia (bandiera)                                   | G     | Marco Portannese    | 1989 | 192 cm | 82 kg  |  |

| Allenatore                                                                            |
| - Simone Pianigiani                                                                   |
| Assistente/i                                                                          |
| - Luca Banchi - Alessandro Magro Legenda - (C) Capitano - (IN) Inattivo - Infortunato |

## Mercato

### Sessione estiva
| Acquisti | Acquisti           | Acquisti          | Acquisti      | Acquisti |
| R.a      | Nome               | da                | Modalità      |          |
| -------- | ------------------ | ----------------- | ------------- | -------- |
| G        | Simone Berti       | N.B. Brindisi     | fine prestito |          |
| P        | Vlado Ilievski     | Virtus Bologna    | definitivo    |          |
| GA       | Bootsy Thornton    | Girona            | definitivo    |          |
| AC       | Kšyštof Lavrinovič | UNICS Kazan'      | definitivo    |          |
| C        | Tomas Ress         | Fortitudo Bologna | definitivo    |          |
| P        | Francesco Gergati  | Pall. Varese      | fine prestito |          |

| Cessioni | Cessioni           | Cessioni           | Cessioni         | Cessioni |
| R.       | Nome               | a                  | Modalità         |          |
| -------- | ------------------ | ------------------ | ---------------- | -------- |
| AP       | Luigi Datome       | Scafati Basket     | rinnovo prestito |          |
| PG       | Rodolfo Rombaldoni | Reyer Venezia      | fine contratto   |          |
| G        | Joseph Forte       | UNICS Kazan'       | fine contratto   |          |
| P        | Vrbica Stefanov    | Mersin BŞB         | fine contratto   |          |
| AC       | Lonny Baxter       | Joventut Badalona  | fine contratto   |          |
| AG       | Vladimer Boisa     | Spartak Primor'e   | fine contratto   |          |
| C        | Luca Lechthaler    | Sutor Montegranaro | prestito         |          |
| P        | Lorenzo D'Ercole   | Basket Livorno     | prestito         |          |
| P        | Francesco Gergati  | Fulgor L. Forlì    | prestito         |          |

### Dopo l'inizio della stagione
| Acquisti | Acquisti          | Acquisti        | Acquisti         | Acquisti      |
| R.       | Nome              | da              | Data             | Modalità      |
| -------- | ----------------- | --------------- | ---------------- | ------------- |
| AG       | Héctor Romero     | Free agent      | dicembre 2007    | definitivo    |
| P        | Keith McLeod      | Free agent      | 8 gennaio 2008   | definitivo    |
| P        | Francesco Gergati | Fulgor L. Forlì | 2008             | fine prestito |
| G        | Drake Diener      | Orlandina       | 11 febbraio 2008 | definitivo    |
| P        | Mike Wilks        | Free agent      | 9 aprile 2008    | definitivo    |

| Cessioni | Cessioni          | Cessioni      | Cessioni         | Cessioni       |
| R.       | Nome              | a             | Data             | Modalità       |
| -------- | ----------------- | ------------- | ---------------- | -------------- |
| P        | Francesco Gergati | Reyer Venezia | 2008             | prestito       |
| P        | Keith McLeod      | Free agent    | 12 febbraio 2008 | fine contratto |